# Rotschwanzvanga
Der Rotschwanzvanga (Calicalicus madagascariensis) ist ein Sperlingsvogel in der Familie der Vangawürger (Vangidae).

## Merkmale

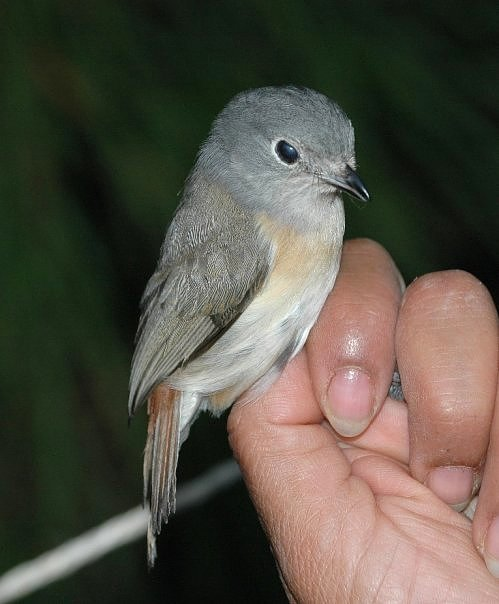
Weiblicher Rotschwanzvanga

Der Rotschwanzvanga ist ein kleiner gedrungener Vangawürger, 13–14 cm groß, 14–19 g schwer. Kopfkappe und Nacken, Rücken sind grau, die Iris ist dunkel, die Beine sind grau. Das Männchen hat eine schwarze Kehle und schwarze Zügel, mit weißer Stirn und Ohrdecken, Brust und Bauch sind weiß mit rosa an den Flanken. Die Flügel sind braun, die Deckflügel grau, Schwanzoberseite rötlich. Beim Weibchen sind Kehle, Brust und Bauch ockerfarben, die Flügel braun.

## Verhalten
Er ernährt sich von kleinen und mittelgroßen Insekten, Raupen und Käfern, auch Chamäleons.
Rotschwanzvangas sind monogam und brüten zwischen Oktober und Januar. Am Nestbau sind beide Geschlechter beteiligt.

## Verbreitung und Lebensraum
Der Rotschwanzvanga ist in Madagaskars endemisch. Er ist in den Baumkronen zusammen mit anderen Vogelarten als gemischter Schwarm „Mixed flock“ im Regenwald bis 1200 m Höhe sowie im Spiny forest nördlich der Provinz Toliara anzutreffen.
Die Art ist monotypisch.

## Gefährdungssituation
Der Bestand gilt als nicht gefährdet (Least Concern).